# Веверс, Пауль
Павел Веверс (21 июля 1907 года, Кёльн — 6 марта 1941 года) — немецкий спортсмен спринт каноист. Принимал участие в соревнованиях по гребле на байдарках и каноэ в конце 1930-х годов.

## Спортивные достижения
Пол Веверс тренировался в немецком спортивном клубе Kajaksport Köln. В 1931—1933 годах он с напарником Franz Schneider занимал первые места на чемпионатах Германии по гребле на байдарках и каноэ в дисциплине К-2 на дистанции 10000 метров.
В 1933 году он с напарником был вторым на чемпионате Европы в дисциплине К-2 на дистанции 1000 метров.
В 1936 году он с напарником Людвигом Ланденом был первым на чемпионате Германии в дисциплине К-2 на дистанции 10000 метров.
На летних Олимпийских играх 1936 года в Берлине завоевал золотую медаль в дисциплине К-2 на дистанции 10000 метров.
Веверс погиб в Брауншвейге, нижняя Саксония, Германия, во время Второй Мировой войны 6 марта 1941 года в авиакатастрофе.